# Orycteropus afer
El aardvark, cerdo hormiguero u oricteropo (Orycteropus afer) es una especie de mamífero tubulidentado de la familia Orycteropodidae nativo de África, donde vive en sabanas y zonas boscosas donde encuentra alimento. Es un animal solitario y nocturno. Es la única especie viviente de tubulidentado, aunque se conocen otras especies fósiles. Es considerado un fósil viviente porque conserva caracteres primitivos que se han perdido en euterios más avanzados como, por ejemplo, la presencia de diez cromosomas.
Su similitud con los osos hormigueros americanos y los pangolines es solo aparente y debida a la convergencia evolutiva. Todos han desarrollado adaptaciones a su estilo de alimentación consistente en atacar directamente nidos de hormigas y termitas como, por ejemplo, una lengua muy larga y unos dientes especialmente modificados. Los parientes más cercanos del cerdo hormiguero son las musarañas elefantes junto con los sirénidos, hiracoideos, tenrecs y elefantes.

## Etimología
A pesar de su nombre, la relación del cerdo hormiguero con los cerdos auténticos es muy distante. Cuando los primeros colonizadores holandeses llegaron a Sudáfrica a finales del siglo XVII y vieron el animal por primera vez, encontraron que se asemejaba a un cerdo doméstico y le dieron el nombre de aardvark, que significa "cerdo de tierra". Ese es el nombre que recibe en inglés, pero ha ido evolucionando tanto en neerlandés como en afrikáans, idiomas en los que actualmente se le llama, respectivamente, aardvarken y erdvark. Esta relación semántica con los cerdos se ha transmitido a otras lenguas como, por ejemplo, el español o el francés, si bien la denominación oryctérope es mucho más habitual en esa lengua que el calco cochon de terre.
El nombre científico Orycteropus es una construcción en latín formada a partir de los términos griegos ὀρυκτήρ, oryktḗr, «excavador» y πούς, poús, «pies». Este nombre científico le fue dado en referencia a su costumbre de excavar madrigueras. Algunas lenguas han adoptado una forma derivada para referirse al cerdo hormiguero. No está claro si el nombre genérico fue acuñado por É. Geoffroy Saint-Hilaire en 1791 o por Cuvier en 1798. La especie ya había sido descrita con anterioridad en 1766 por Pallas con el nombre de Myrmecophaga afra.
Afer es un término latino, que significa "africano": se refiere al origen geográfico del cerdo hormiguero.

## Descripción
Se asemeja vagamente a un cerdo, de color pardo en la parte superior y rojizo en la inferior, con un cuerpo robusto y la espalda arqueada. Este animal digitígrado tiene patas anteriores cortas pero fuertes. Las posteriores tienen cinco dedos cada una, pero las anteriores carecen de pulgar. Los dedos presentan uñas grandes con forma de pala aplanada, a medio camino entre zarpas y pezuñas. Pesan típicamente entre 40 y 65 kg, con una longitud mediana de entre 1 y 1,3 metros, a pesar de que puede alcanzar hasta una longitud de 2,2. Tiene un hocico parecido al del cerdo y garras fuertes.

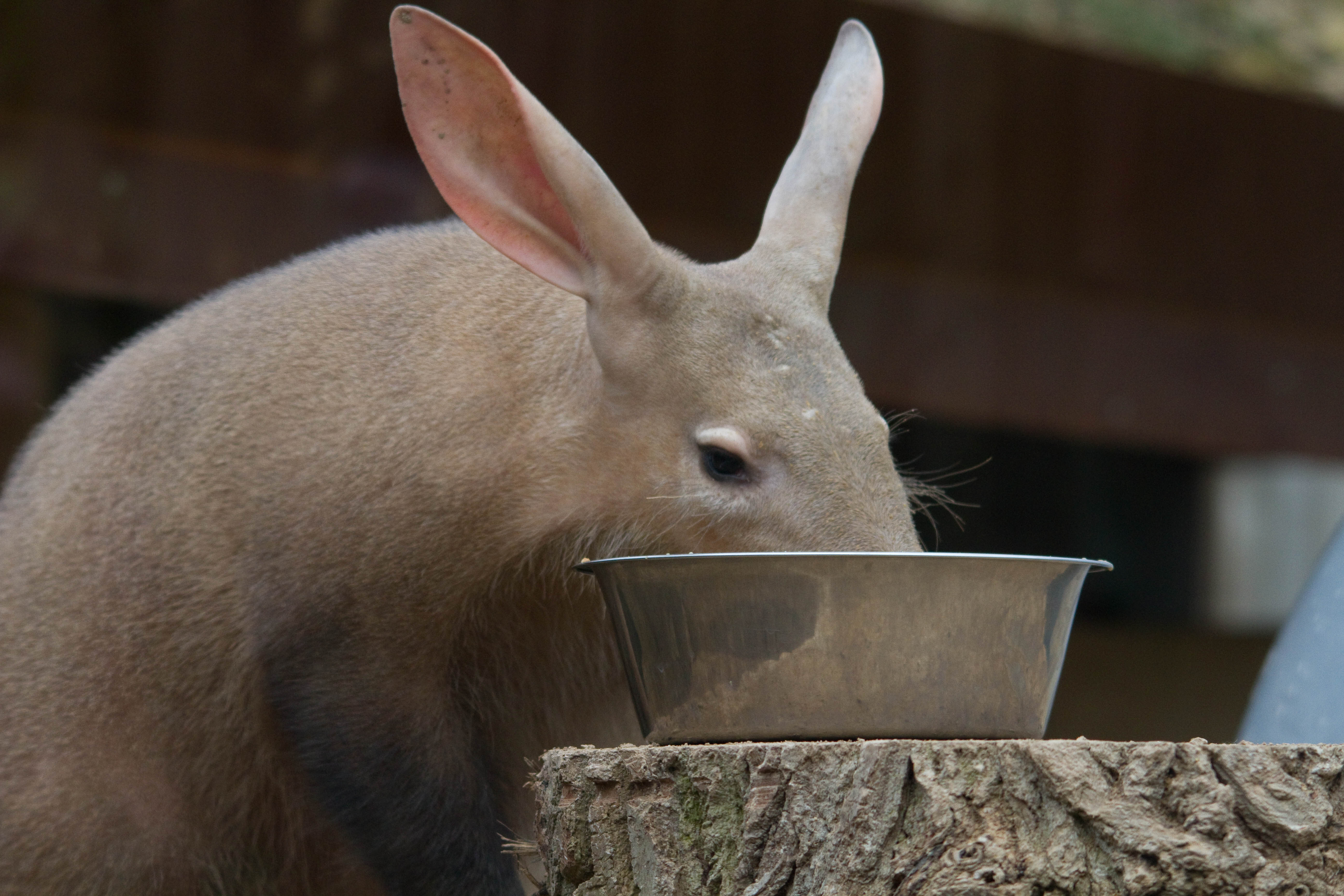
Un cerdo hormiguero comiendo en el Zoológico de Londres.

Tiene una piel dura con escaso pelo erizado. Este pelo es más oscuro en las patas y tiene un color más claro en el cuerpo, a pesar de que a menudo se ensucia con tierra. Los ojos están rodeados por una serie de pelos que tienen una función sensorial. Son daltónicos, lo que no presenta un problema dados sus hábitos nocturnos. Su vista es deficiente, lo que se evidencia por el hecho de que tropieza con frecuencia con árboles y otros obstáculos cuando corre.
Uno de los caracteres más distintivos de los tubulidentados es la estructura dental, que da nombre al orden. En lugar de tener una cavidad pulpal, los dientes presentan una aglomeración de tubos delgados, rectos y paralelos hechos de vasodentina (un tipo modificado de dentina) con canales pulpares individuales compactados. Los dientes carecen de esmalte, de forma que se desgastan y regeneran constantemente, y no tienen raíz. Los cerdos hormigueros nacen con incisivos y caninos normales delante de la mandíbula, que más tarde caen sin ser sustituidos. Los adultos solo tienen molares y premolares en la parte de atrás de la mandíbula. La fórmula dental es:
| 0.0.2-3.3 |
| 0.0.2.3   |

Debido a la dieta de los cerdos hormigueros, la mandíbula solo está dotada de músculos débiles. No se conoce la esperanza de vida mediana de la especie en libertad, a pesar de que en cautividad viven cerca de 25 años. Se conoce el caso de un cerdo hormiguero, llamado Kikuyu, que murió en el Zoo y Acuario de Point Defiance a la edad de 30 años.

## Comportamiento
El cerdo hormiguero es un animal principalmente nocturno. Excavan la madriguera flexionando y extendiendo las patas anteriores repetidamente y utilizando los cuatro dedos para sacar tierra. Crean una red de hogares provisionales en su territorio y una madriguera principal que utilizan para reproducirse. La madriguera principal puede ser profunda y extensa, con varias entradas estrechadas y una longitud de hasta 13 metros, mientras que las madrigueras menos importantes pueden ser tan pequeñas que apenas entra la cabeza del animal. De todos modos, las madrigueras suelen ser austeras y la única "comodidad" es una cama de tierra suelta El cerdo hormiguero cambia periódicamente la configuración de la madriguera principal y de vez en cuando se muda para crear otra. Esto resulta útil para multitud de animales desde la mosca tse-tse a facóqueros o perros salvajes, que aprovechan las madrigueras abandonadas para refugiarse. Los cerdos hormigueros son solitarios y solo comparten la misma madriguera entre una madre y sus crías, incluso en zonas con una alta densidad de población los diferentes individuos vivirán sin compartir madriguera.
Son animales temerosos y solitarios. Sale a la superficie por la noche y, entonces, recorre su territorio (10-30 km). Se sirve de su agudo sentido del olfato para rastrear hormigas y termitas, de las que se alimentan (mirmecofagia). Cuando descubre un nido de hormigas o termitas, lo excava con sus potentes patas anteriores. A pesar de que se mueve bastante lentamente, es capaz de excavar con bastante rapidez. Igual que el pangolín, sus zarpas le permiten romper la corteza extremamente dura de los hormigueros y termiteros mientras que cierra la nariz para evitar que entre polvo. Una vez ha vencido las defensas externas de los insectos, su dura piel lo protege de las picaduras de las hormigas y las termitas mientras ingiere una enorme cantidad de insectos con su lengua larga y pegajosa, de hasta 30 cm de longitud. La lengua recoge los insectos, que son capturados por crestas situadas en el paladar cuando la lengua sale de nuevo. Pueden comer hasta 50 000 insectos en una noche.
En épocas difíciles, los cerdos hormigueros pueden complementar su dieta con pequeños animales como ratones, larvas de escarabajos, langostas u hongos y semillas de melón.
Los cerdos hormigueros tienen también un oído muy fino, gracias a sus orejas largas y erguidas. Cuando bajan a sus madrigueras subterráneas, pliegan convenientemente sus orejas para que no les estorben la marcha.

## Reproducción

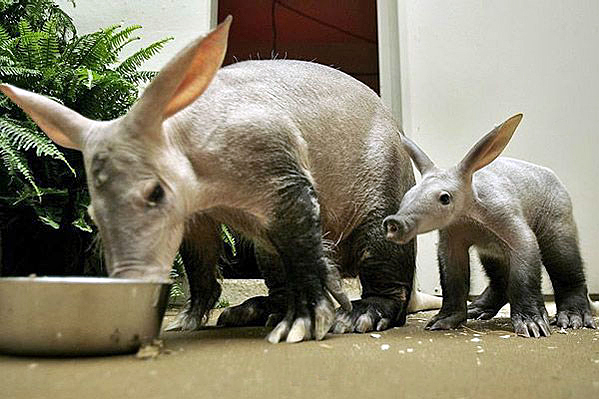
Madre y cría de cerdo hormiguero.

Los machos solo se acercan a las hembras para copular durante la temporada de apareamiento. Esto, junto con el hecho que cubren distancias más grandes que las hembras, hace pensar que son animales polígamos. Apenas se tiene conocimiento de las primeras fases del embarazo, pero se sabe que después de siete meses suele nacer una única cría (a pesar de que también pueden nacer dos). En libertad, se han observado nacimientos en un periodo que empieza al mes de mayo y que puede durar hasta entre junio y noviembre según la zona geográfica, mientras que los ejemplares en cautividad dan a luz en cualquier momento del año (especialmente en febrero, marzo y junio). El neonato pesa unos 2 kg y mide aproximadamente 55 cm. Nace muy desarrollado, calvo y sin dientes pero con las zarpas muy desarrolladas, y es capaz de salir de la madriguera para acompañar su madre después de solo dos semanas. El pelo empieza a salir después de cinco o seis semanas. A la edad de catorce semanas, las crías ya comen termitas y el destete se produce dos semanas después. Con seis meses, los cerdos hormigueros ya son capaces de excavar sus propias madrigueras, a pesar de que a menudo permanecen con la madre hasta la próxima temporada de apareamiento. Logran la madurez sexual sobre la edad de seis meses y al acabar su primer año de vida ya tienen la medida de un adulto.

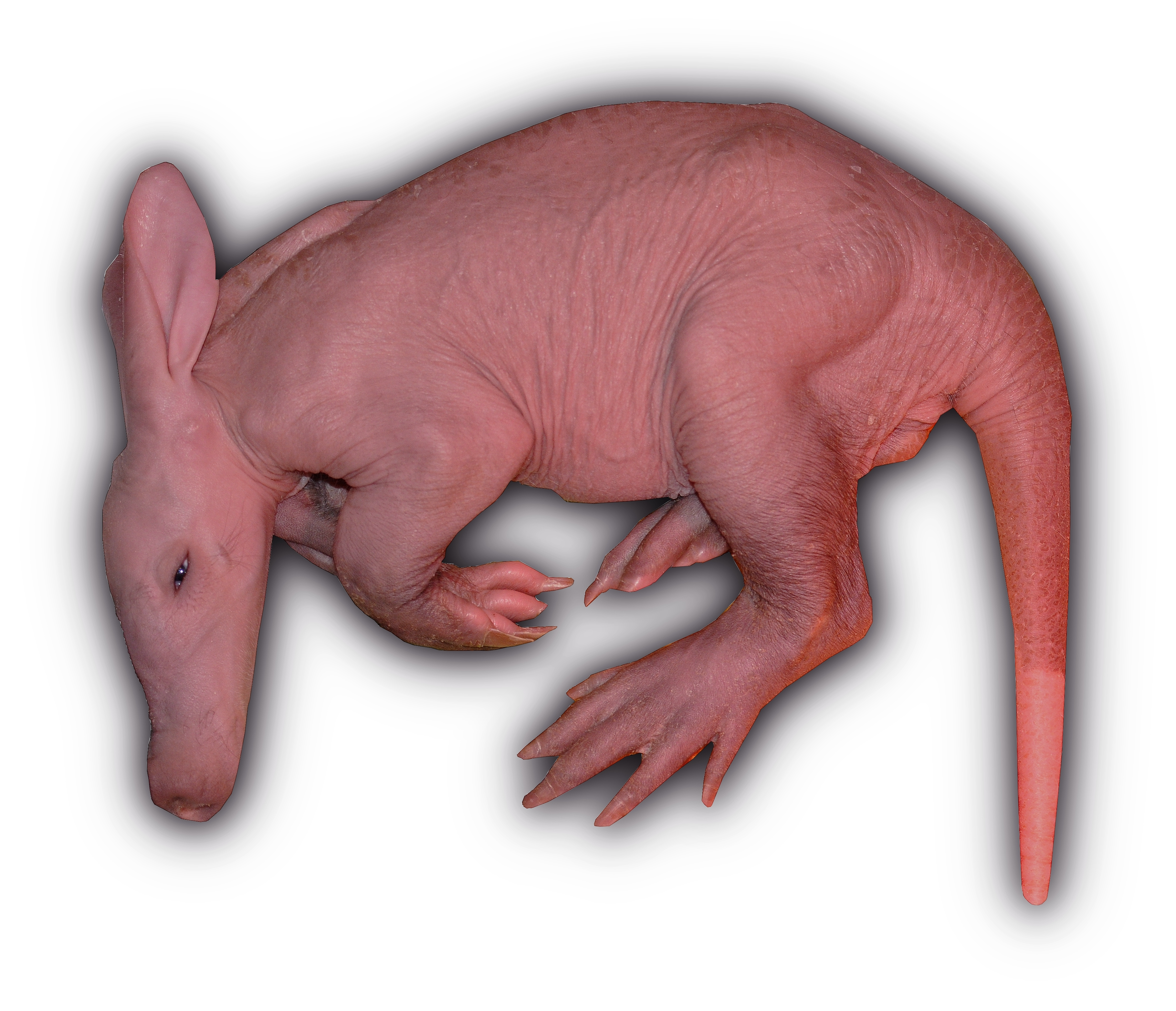
Cría de cerdo hormiguero

## Distribución geográfica
El cerdo hormiguero vive en África, al sur del desierto del Sáhara, salvo en el Namib. Pinturas del Antiguo Egipto sugieren que en el pasado podría haber llegado hasta el Mediterráneo. Una minoría de egiptólogos creen que la cabeza del dios egipcio Seth, que pertenece a un animal no identificado, es en realidad el de un cerdo hormiguero. Otras teorías más extendidas dicen que la cabeza de Seth era el de un asno o de alguna especie de cánido. Fuentes poco fiables de la época colonial británica relatan que se cazaban cerdos hormigueros en lo que hoy en día es Irak, sugiriendo que las poblaciones norteñas del Sáhara habrían sobrevivido hasta tiempos más recientes.

## Subespecies
| - O. a. adametzi, Grote (1921). Noroeste de Camerún. - O. a. aethiopicus, Sundevall (1843). Etiopía, Somalia y Sudán. - O. a. afer, Pallas (1766). Sudáfrica. - O. a. albicaudus, Rothschild (1907). Noreste de Angola. - O. a. angolensis, Zukowsky y Haltenorth (1957). Sudoeste de Angola. - O. a. erikssoni, Lönnberg (1906). Norte de la República Democrática del Congo y República Centroafricana. - O. a. faradjius, Hatt (1932). República Democrática del Congo y sur de la República Centroafricana. - O. a. haussanus, Matschie (1900). Togo, Benín y posiblemente oeste de Nigeria. - O. a. kordofanicus, Rothschild (1927). Sudán. | - O. a. lademanni, Grote (1921). Kenia y Tanzania. - O. a. leptodon, Hirst (1906). Camerún. - O. a. matschiei, Grote (1921). Costa meridional de Tanzania. - O. a. observandus, Grote (1921). Tanzania. - O. a. ruvanensis, Grote (1921). Tanzania. - O. a. senegalensis, Lesson (1840). Senegal y Gambia. - O. a. somalicus, Lydekker (1908). Somalia. - O. a. wardi, Lydekker (1908). Sureste de la República Democrática del Congo, Zambia, Malaui y noreste de Zimbabue. - O. a. wertheri, Matschie (1898). Tanzania. |

## Historia evolutiva

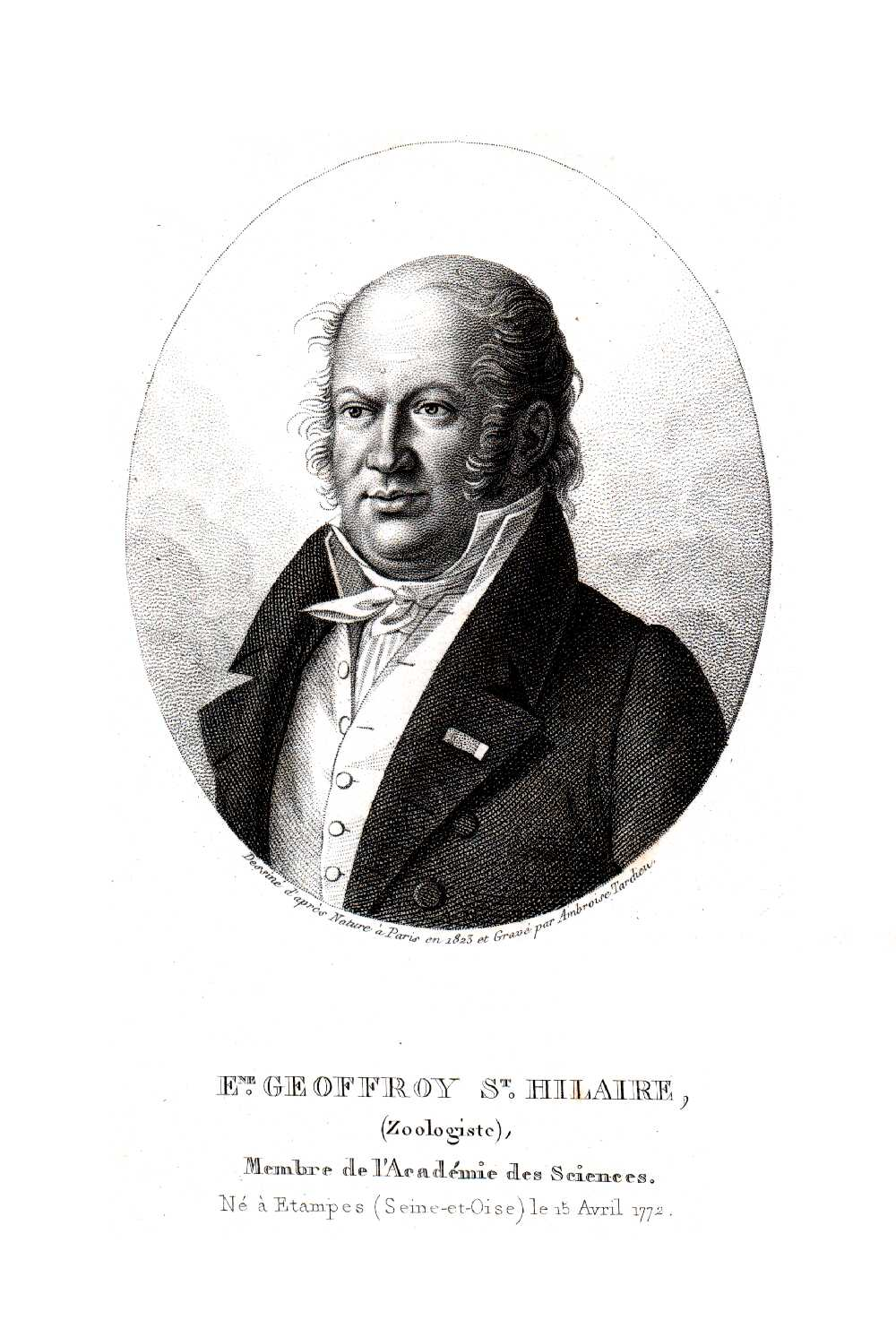
Etienne Geoffroy Saint Hilaire, (1772 - 1844)

Basándose en los fósiles, Bryan Patterson ha llegado a la conclusión de que los primeros parientes del oso hormiguero aparecieron en África hacia finales del Paleoceno. Los ptolemaiidans, un misterioso clado de mamíferos de afinidades inciertas, pueden ser en realidad troncos de oso hormiguero, ya sea como clado hermano de Tubulidentata o como grado que conduce a los verdaderos tubulidentados.
El primer tubulidentado inequívoco fue probablemente el Myorycteropus africanus de yacimientos del Mioceno de Kenia. El ejemplar más antiguo del género Orycteropus fue el Orycteropus mauritanicus, hallado en Argelia en yacimientos del Mioceno medio, con una versión igualmente antigua encontrada en Kenia. Los fósiles del oso hormiguero han sido datados en 5 millones de años, y se han localizado por toda Europa y Oriente Próximo.
En un principio se pensó que el misterioso Plesiorycteropus del pleistoceno de Madagascar era un tubulidentado que descendía de antepasados que entraron en la isla durante el Eoceno. Sin embargo, una serie de sutiles diferencias anatómicas, junto con recientes pruebas moleculares, llevan ahora a los investigadores a creer que el Plesiorycteropus es un pariente de los topos dorados y los tenrecs que alcanzó una apariencia similar a la de los cerdo hormiguero y un nicho ecológico a través de la evolución convergente.

## Miscelánea
El 14 de enero de 2013 nace el primer espécimen en España, concretamente en el zoológico de Bioparc Valencia.